# Merionoeda mehli
Merionoeda mehli es una especie de insecto coleóptero de la familia Cerambycidae. Estos longicornios son endémicos de Ceram (Indonesia).
Mide entre 8,4 y 9,6 mm, estando activos los adultos en octubre.